# Nymphargus cochranae
Espèce
Synonymes
- Cochranella cochranae Goin, 1961
- Centrolenella cochranae (Goin, 1961)

Statut de conservation UICN

 VU B1ab(iii) : Vulnérable
Nymphargus cochranae est une espèce d'amphibiens de la famille des Centrolenidae.

## Répartition
Cette espèce est endémique d'Équateur,. Elle se rencontre dans les provinces de Sucumbíos, de Napo, de Orellana, de Pastaza et de Zamora-Chinchipe de 1 100 à 1 600 m d'altitude sur le versant amazonien de la cordillère Orientale.
Sa présence est incertaine en Colombie.

## Étymologie
Cette espèce est nommée en l'honneur de Doris Mable Cochran.

## Publication originale
- Goin, 1961 : Three new centrolenid frogs from Ecuador. Zoologischer Anzeiger, vol. 166, p. 95-104.